# Ticket to Ride (album)
Az 1969-es Ticket to Ride a The Carpenters első nagylemeze. Az 1969-es első kiadás idején Offering címen jelent meg, teljesen más borítóképpel. A lemez pénzügyi kudarc volt, csak egy kisebb slágert hozott, a Ticket to Ride című Lennon-McCartney dal balladai változatát.
Az album sokkal önállóbb, mint a Carpenters többi albuma; a hangszereléseket, Joe Osborn basszusgitárját és Gary Sims alkalmi gitárját leszámítva a legtöbb hangszeren Karen és Richard Carpenter maguk játszottak dobon illetve billentyűs hangszereken, és a 13 dalból 10-et Richard és szövegírója, John Bettis írtak. A későbbi Carpenters-albumoktól abban is különbözik, hogy a két zenekari tag között egyenlően oszlik meg a szólóének; a későbbi albumokon Karen vokálozott a legtöbbet.

## Az album dalai
1. "Invocation" (Carpenter-Bettis)
2. "Your Wonderful Parade" (Carpenter-Bettis)
3. "Someday" (Carpenter-Bettis)
4. "Get Together" (Powers)
5. "All of My Life" (Carpenter)
6. "Turn Away" (Carpenter-Bettis)
7. "Ticket to Ride" (Lennon-McCartney)
8. "Don't Be Afraid" (Carpenter)
9. "What's The Use" (Carpenter-Bettis)
10. "All I Can Do" (Carpenter-Bettis)
11. "Eve" (Carpenter-Bettis)
12. "Nowadays Clancy Can't Even Sing" (Young)
13. "Benediction" (Carpenter-Bettis)